# William Prince (horticultor)
William Prince (10 de noviembre de 1766, Flushing, Long Island - 9 de abril de 1842, Flushing) Estados Unidos horticultor.

## Biografía
Era hijo del horticultor William Prince (c.1725-1802). El interés de su padre en la horticultura era comercial: dedicó su atención a atender un mercado creciente de plantas en lugar de a la investigación científica de interés para los botánicos.
En 1793, el joven William Prince compró 80 acres de tierra y amplió los viveros de su padre en Flushing, rebautizándolos como "Linnaean Botanic Garden". Trajo muchas variedades de frutas a los Estados Unidos, envió muchos árboles y plantas a Europa y sistematizó la nomenclatura de las frutas más conocidas, como la "pera Bartlett" y la "uva Isabella". Introdujo la uva Isabella en la viticultura de los Estados Unidos, para la cual fue durante mucho tiempo uno de sus pilares. La "Sociedad Hortícola de Londres" nombró la manzana "William Prince" en su honor. Fue miembro de las sociedades de horticultura de Londres y París, de la "Sociedad Imperial de Georgofili" de Florencia, y de las principales sociedades de los Estados Unidos La reunión de horticultores de 1823, en la que De Witt Clinton entregó un domicilio, fue retenido en su domicilio.
Para anunciar su vivero, publicó "A Short Treatise on Horticulture", el primer libro completo que se escribió en los Estados Unidos sobre este tema (Nueva York, 1828). 

## Familia
Se casó con Mary Stratton.  Su hijo William Robert Prince continuó con el trabajo de su padre, y padre e hijo colaboraron en al menos dos publicaciones.